# Heinz-Christian Strache
Heinz-Christian Strache (Viena, 12 de junho de 1969) é um político austríaco. Desde 2005 que é o líder do Partido da Liberdade da Áustria (FPÖ) (NACIONALISTA - CONSERVADOR - EUROCÉTICO).

## Carreira Política
Técnico dentário por profissão, Strache começou a sua carreira política em 1991, em Viena, exercendo o cargo de Conselheiro Distrital. Em 1996, foi eleito para o Conselho Municipal de Viena. Em 2004, substituiu Hilmar Kabas como líder do FPÖ Viena. Esteve muito próximo de Jörg Haider, exercendo a Vice-Presidência do Partido no final da "Era Haider". Mas a série de derrotas em várias eleições estaduais, o levou a romper com Haider e disputar a liderança do partido, contra Ursula Haubner, irmã de Haider. A vitória eminente de Strache foi apontada como um dos motivos que levaram Haider a abandonar o FPÖ e criar um novo partido, a Aliança para o Futuro da Áustria (BZÖ). 

Após a divisão, Strache foi eleito líder nacional do FPÖ em 23 de abril de 2005, com a missão de reerguer o partido, abalado por disputas internas que levaram a uma divisão e diminuição do eleitorado.
Após a divulgação de um vídeo onde aparece, supostamente negociando contratos para um investidor russo, em troca de notícias favoráveis ao governo. No vídeo, essa troca é comparada à Hungria governada pelo presidente Viktor Orbán. O caso causou um desconforto no governo, e Strache e seu partido saem de todos os cargos dentro do governo austríaco.